# 原雅彦
原雅彦（はら まさひこ、1956年6月16日 - ）は日本の財務官僚。大臣官房審議官（関税局担当）、大阪税関長、日本政策金融公庫常務取締役、オリックス銀行副社長などを務めた。

## 来歴
長野県出身。東京大学法学部卒業。1979年 大蔵省入省（銀行局調査課）。1984年7月 西尾税務署長。1990年7月 関税局輸入課長補佐。1996年7月 大臣官房文書課広報室長。1997年7月 主計局主計企画官（財政計画担当）。1998年7月 主計局給与課長。1999年1月 主計局給与課長兼大臣官房企画官兼金融企画局企画課。同年7月 主計局主計官（総理府、司法・警察担当）。2000年7月 主計局主計官（文部科学担当）。2001年1月6日 財務省主計局主計官（文部科学担当）。同年7月 関税局業務課長。2002年7月 関税局関税課長。2005年7月 関税局総務課長。2006年7月28日 大臣官房参事官（関税局担当）。同年8月4日 大臣官房付兼内閣官房行政改革推進室審議官兼内閣官房行政改革推進本部事務局審議官。2008年7月4日 大臣官房審議官（関税局担当）。2010年7月30日 大阪税関長兼税関研修所大阪支所長。2011年6月21日 日本政策金融公庫常務取締役（〜2012年3月31日）。2012年4月1日 国際協力銀行執行役員。2013年9月 オリックス銀行顧問。同年10月1日 オリックス銀行取締役兼執行役員副社長。2021年6月25日 オリックス銀行顧問。同年11月29日 霞ヶ関キャピタル社外取締役。

## 略歴
- 1979年4月：大蔵省入省（銀行局調査課）[1]。
- 1981年9月：大臣官房調査企画課。
- 1982年7月：総理府内閣総理大臣官房審議室。
- 1984年7月：西尾税務署長。
- 1985年7月：国際金融局投資第三課長補佐。
- 1986年6月：国際金融局開発金融課長補佐。
- 1986年6月：国際金融局調査課長補佐。
- 1987年5月：外務省在マレーシア日本大使館二等書記官。
- 1989年4月：外務省在マレーシア日本大使館一等書記官。
- 1990年7月：関税局輸入課長補佐。
- 1992年7月：関税局業務課長補佐。
- 1992年7月：経済企画庁長官官房企画課長補佐。
- 1994年7月：大臣官房企画官 兼 大臣官房会計課[3]。
- 1996年7月：大臣官房文書課広報室長。
- 1997年7月：主計局主計企画官（財政計画担当）。
- 1998年7月：主計局給与課長。
- 1999年1月：主計局給与課長 兼 大臣官房企画官 兼 金融企画局企画課。
- 1999年7月：主計局主計官（総理府、司法・警察担当）。
- 2000年7月：主計局主計官（文部科学担当）。
- 2001年1月6日：財務省主計局主計官（文部科学担当）。
- 2001年7月：関税局業務課長。
  - 2001年8月：通関士試験試験委員。
- 2002年7月：関税局関税課長。
- 2005年7月：関税局総務課長。
- 2006年7月28日：大臣官房参事官（関税局担当）。
- 2006年8月4日：大臣官房付 兼 内閣官房行政改革推進室審議官 兼 内閣官房行政改革推進本部事務局審議官。
- 2008年7月4日：大臣官房審議官（関税局担当）。
- 2008年10月24日：関税協力理事会日本政府代表代理。
- 2010年7月30日：大阪税関長 兼 税関研修所大阪支所長。
- 2011年6月21日：日本政策金融公庫常務取締役。
- 2012年3月31日：退職。
- 2012年4月1日：国際協力銀行執行役員。
- 2013年9月：オリックス銀行顧問。
- 2013年10月1日：オリックス銀行取締役 兼 執行役員副社長。
- 2015年6月23日：オリックス銀行取締役（総務人事部所掌） 兼 執行役員副社長。
- 2017年6月23日：オリックス銀行取締役（経営管理部担当） 兼 執行役員副社長。
- 2018年3月1日：オリックス銀行取締役（デジタル戦略推進部、集中業務部、営業事務部、システム部、事務統括部担当） 兼 執行役員副社長。
- 2018年11月1日：オリックス銀行取締役（マーケティング部担当） 兼 執行役員副社長。
- 2019年3月1日：オリックス銀行取締役（経理部、カスタマー・サービス部、総務人事部担当 兼 経営企画部管掌） 兼 執行役員副社長。
- 2020年3月1日：オリックス銀行取締役（システム第一部、システム第二部担当） 兼 執行役員副社長。
- 2021年6月25日：オリックス銀行顧問。
- 2021年11月29日：霞ヶ関キャピタル社外取締役[2]。